# Róża Czacka

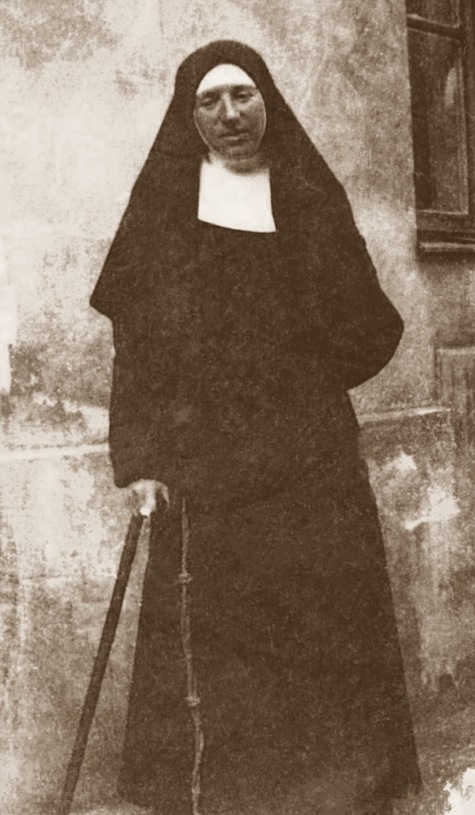
Róża Czacka 1918

Róża Maria Czacka, auch bekannt als Mutter Elżbieta (Elisabeth) vom gekreuzigten Jesus, (* 22. Oktober 1876 in Bila Zerkwa/Biała Cerkiew, Ukraine; † 15. Mai 1961 in Laski, Polen) war eine römisch-katholische Ordensfrau und Gründerin der franziskanischen Kongregation der Dienerinnen vom Kreuz. In der katholischen Kirche wird sie als Selige verehrt.

## Leben

### Kindheit und Jugend
Róża Czacka wurde in Bila Zerkwa (polnisch Biała Cerkiew) bei Kiew in der heutigen Ukraine als sechstes von sieben Kindern des Grafen Feliks Czacki und der Gräfin Zofia Ledóchowska geboren. Ihr Urgroßvater war Tadeusz Czacki und ihr Onkel war Kardinal Włodzimierz Czacki. Die Familie stammte aus Schlesien und war Teil des polnischen Adels. Über ihre Mutter Zofia war sie mit Kardinal Mieczysław Ledóchowski verwandt.
Die Familie Czacki sorgte dafür, dass ihre Kinder sehr gut erzogen wurden. Róża erhielt eine gründliche häusliche Erziehung. Neben den grundlegenden Schulfächern lernte sie auch die englische Sprache und erhielt Unterricht in Deutsch, Französisch, Russisch und Latein und las französische Literatur. Da sie ein sehr gutes Gehör für Musik besaß, nahm Róża Gesangs-, Tanz- und Klavierunterricht. Außerdem ging sie reiten. Der Unterricht wurde zunächst von ihrer Mutter erteilt, aber als Róża heranwuchs, wurden Gouvernanten eingestellt. Die Familie Czacki war wohlhabend, was die Auswahl geeigneter Lehrkräfte und Erzieherinnen ermöglichte. Die Eltern verlangten von ihren Kindern ein hohes Maß an Selbständigkeit und Selbstdisziplin und legten besonderen Wert auf Tugenden wie Bescheidenheit und Respekt vor der Würde anderer, auch derjenigen, die einen niedrigeren sozialen Status hatten. Różas Mutter hatte eine strenge Haltung gegenüber ihren Kindern und versuchte, herzliche Gefühle zu vermeiden.
Seit ihrer Kindheit hatte Róża mit gesundheitlichen Problemen zu kämpfen. Eine erblich bedingte Augenkrankheit erwies sich als besonders schwierige Herausforderung. Zusätzliches Leid entstand dadurch, dass Familie und Freund, die Róża am nächsten standen, sich weigerten, ihre fortschreitende Erblindung zu akzeptieren. Sowohl zu Hause als auch außerhalb des Hauses vermieden Różas Eltern das Thema der zunehmenden Erblindung anzusprechen. Sie verheimlichten das Problem, obwohl es für Róża immer schwerer wurde, ein normales Leben zu führen. Unterstützung fand sia aber bei ihrer Großmutter Rozalia Ledóchowska, geborene Zakrzewska, der Mutter des Kardinals. Różas Großmutter lehrte sie, viele nützliche Texte auswendig zu lernen und Dinge in eine bestimmte Reihenfolge zu bringen, damit sie sie im Dunkeln finden konnte. Sie kümmerte sich auch um die religiöse und geistige Entwicklung ihrer Enkelin.

### Vollständige Erblindung und Beginn der Blindenhilfe
Der Wendepunkt kam 1898, als sich bei einem Sturz vom Pferd die Netzhaut beider Augen von Róża ablöste. So wurde sie im Alter von 22 Jahren vollständig blind. Trotz dieser Tragödie erlangte Róża ihre innere Freiheit zurück, denn nun war die Zeit des Verschweigens der unbequemen Wahrheit durch ihre Angehörigen endlich vorbei.
Różas Eltern scheuten keine Mühen, um das Augenlicht ihrer Tochter wiederherzustellen. Man hoffte, dass dies durch Reisen ins Ausland zu den renommiertesten Augenärzten gelingen könnte. Diese Bemühungen blieben jedoch erfolglos. Eine Veränderung kam schließlich, als sich Róża an den Augenarzt Bolesław Ryszard Gepner wandte, der ihr riet, die hoffnungslose Situation zu akzeptieren und sich stattdessen lieber um blinde Menschen in Polen zu kümmern, um die sich bisher niemand sorgte. So war bis dato zum Beispiel die Brailleschrift in Polen nahezu unbekannt.
Róża beschloss, ihre Mission zur Unterstützung von Blinden durch karitative Arbeit zu beginnen. Sie besuchte die Patienten von Augenkliniken, nahm Kontakt zu Ärzten auf, die sie behandeln konnten, und organisierte eine Spendensammlung in der Heilig-Kreuz-Kirche in Warschau. Bei dieser karitativen Arbeit wurde sie von ihrer Mutter unterstützt, deren Verhältnis zu ihrer Tochter immer herzliche wurde. Róża kam zu der Entscheidung, dass sich ihre Hilfe für die Bedürftigen nicht auf vereinzelte Aktionen beschränken sollte. So reiste sie in den Westen, um zu lernen, wie man eine institutionelle Blindenfürsorge organisiert.
Im Jahr 1910, nachdem sie nach Warschau zurückgekehrt war, eröffnete Róża ein Heim für junge blinde Frauen, das sie aus eigenen Mitteln finanzierte. Dort brachte sie ihnen das Lesen der Blindenschrift bei. Diese Kurse wurden auch von blinden Männern besucht. Das kleine Zentrum weitete seine Aktivitäten bald aus und wurde 1911 in die Gesellschaft für Blindenfürsorge umgewandelt, deren offizieller Status noch im selben Jahr von der Regierung bestätigt wurde. Die Gesellschaft unterhielt Pflege- und Bildungseinrichtungen für Blinde, darunter eine Grundschule, eine Korbflechterei für Jungen und männliche Erwachsene, eine Kindertagesstätte für die Kleinsten und ein Pflegeheim für ältere Frauen. Róża veranlasste die Übertragung von Büchern in Blindenschrift. Im Jahr 1913 gründete sie die erste Blindenbibliothek in Polen. Aufgrund der Ausweitung ihrer Aktivitäten verlegte die Gesellschaft ihren Sitz auch in größere Räumlichkeiten.
Róża entwickelte ein eigenes Konzept für eine umfassende Blindenhilfe, das sich an Lösungen orientierte, die in anderen Ländern erprobt worden waren. Sie hielt es für wichtig, blinde Menschen in alltägliche Aktivitäten unzubinden und sie aus ihrer Isolation zu befreien. Durch Studien, Appelle und Memoranden an Behördenvertreter verbreitete sie das Wissen über Blinde. Ihr Ziel als Organisatorin der Blindenhilfe war es, den Betroffenen ein Höchstmaß an Selbstständigkeit zu ermöglichen, damit sie ihren Platz in der Gesellschaft finden, sich nützlich fühlen und ihre eigene Würde haben. Ihre begonnene Arbeit wurde durch den Ausbruch des Ersten Weltkriegs unterbrochen. Ihr Werk der Blindenhilfe mangelte es an Lebensmitteln und anderen lebensnotwendigen Gütern. So war sie gezwungen, ihre Aktivitäten einzuschränken.

### Ordensgründung
Róża verließ Warschau für drei Jahre von 1915 bis 1918 und zog nach Wolhynien, wo sie sich in Schytomyr niederließ, der Hauptstadt der Diözese Luck-Schytomyr, wo viele Bewohner der polnischen Ostgebiete Zuflucht fanden. Zunächst lebte sie in einem Haus der Schwestern des Dritten Ordens des Heiligen Franziskus. Sie plante, eine neue Kongregation zu gründen, deren Hauptaufgabe es sein sollte, den Blinden zu dienen. Unter der Leitung ihres Beichtvaters, Pater Władysław Krawiecki, einem Dozenten am Priesterseminar in Schytomyr, absolvierte sie ein individuelles Noviziat. Róża legte ihre Gelübde ab und nahm den Ordensnamen Elżbieta (Elisabeth) an. Nachdem das Verbot, Ordenskleidung zu tragen, offiziell aufgehoben worden war, legte sie den Habit der Franziskanerinnen an. Im Frühjahr 1918, noch vor Kriegsende, kehrte sie als Ordensschwester nach Warschau zurück.
Um Kandidatinnen in die neu gegründete franziskanische Kongregation der Dienerinnen vom Kreuz aufnehmen zu können, erhielt Czacka die Erlaubnis von Kardinal Aleksander Kakowski, mit Wissen und Segen des damaligen Apostolischen Visitator und Nuntius in Warschau, Erzbischof Achille Ratti, dem späteren Papst Pius XI. Als offizielles Gründungsdatum der Kongregation gilt der 1. Dezember 1918. Das Gründungscharisma der Franziskanischen Dienerinnen des Kreuzes, war das Apostolat und die Buße vor Gott für die geistige Blindheit der Welt. Das besondere an der Kongregation war, dass sie auch für blinde Kandidatinnen offen stand.

### Die Franziskanischen Dienerinnen des Kreuzes und ihr Werk der Blindenhilfe
Erster geistlicher Leiter der Kongregation war Pater Władysław Krawiecki, der allerdings schon 1920 starb; sein Nachfolger wurde Pater Władysław Korniłowicz. In den ersten Jahren seines Dienstes konnte Korniłowicz die Angelegenheiten des Ordens nicht systematisch begleiten. Da er gleichzeitig Internatsleiter und Dozent an der Katholischen Universität von Lublin war, musste er weite Strecken zwischen Lublin und Warschau oder Laski zurücklegen. Sein weiter intellektueller Horizont und seine zahlreichen Kontakte eröffneten der jungen Kongregation aber immer neue Perspektiven. Auf seine Initiative hin wurden neue Einrichtungen und Zentren gegründet, darunter die Bibliothek für religiöses Wissen, ein Verlag und eine Buchhandlung sowie ein Exerzitienhaus. Ab 1930 ließ sich Pater Korniłowicz schließlich dauerhaft in Laski nieder. Studentinnen und junge Frauen schlossen sich unter seiner Leitung zu einer geistlichen Gruppe zusammen. Einige von ihnen traten daraufhin in die Kongregation von Roza Czacka oder in den Dritten Orden des Heiligen Franziskus ein.
1922 erhielt Czacka von Antoni Daszewski, dem Besitzer von Laski, eine Schenkung von mehreren Morgen Land. Ein wichtiger Mitarbeiter von Czacka und der Erbauer des Laski-Stützpunktes war Antoni Józef Marylski, dem es zu verdanken war, dass die blinden Kinder 1922 nach Laski gebracht werden konnten. Im selben Jahr wurden auch alle Bildungseinrichtungen für Blinde dorthin verlegt, darunter zwei Gesamtschulen und zwei Berufsschulen für Männer und Frauen. Im Jahr 1923 wurde Laski offiziell zum Mutterhaus der Ordensgemeinschaft und zum ständigen Sitz der Generaloberin.
Czackas Entscheidung, Laienmitarbeiterinnen aus der Gesellschaft für Blindenfürsorge in das religiöse Leben der Kongregation einzubeziehen, wurde von den kirchlichen Behörden zunächst mit Widerwillen gesehen. Sie waren der Ansicht, dass eine so enge Verbindung zwischen einem Blindenhilfswerk und der katholischen Kirche bzw. einer Ordenskongregation deren Auftrag behindern würde. Dies war jedoch nicht der Fall. Czacka war überzeugt, dass ihre Schwestern nur mit Hilfe der Laien eine umfassende Blindenhilfe leisten konnten. Eine besonders wichtige Rolle spielten dabei die Tertiarinnen: Mitglieder des Dritten Ordens des Heiligen Franziskus, deren geistlicher Lehrer Pater Władysław Korniłowicz war. Róża Czacka betrachtete die von ihr gegründete Ordensgemeinschaft als eines von drei Elementen ihrer Arbeit. Das zweite war die Gesellschaft für Blindenfürsorge, die sie leitete. Das dritte waren die apostolischen Außenstellen, die von Pater Korniłowicz geleitet wurden. 1924 gaben Czacka und Korniłowicz der Gesamtheit der von ihnen gegründeten Organisationen den gemeinsamen Namen Triuno, d. h. „drei in einem“. Dies bezog sich auf die Blinden, die Schwestern und die Laienmitarbeiter sowie auf die karitativen, pädagogisch-typhologischen und apostolischen Aktivitäten.
Die Konstitutionen des Ordens wurden am 2. Oktober 1922 bestätigt. Seine rechtliche Existenz wurde als diözesane Kongregation geregelt, deren Mitglieder die einfachen Gelübde ablegten.
Kurz vor dem Zweiten Weltkrieg stand Czackas Arbeit in voller Blüte. Bis zum Ausbruch des Krieges hatte sie Laski in ein modernes Zentrum verwandelt. Dort erhielten ihre Schüler eine Grund- und Berufsausbildung, die es ihnen ermöglichte, selbständig zu leben, finanziell unabhängig zu sein, sich in die Gesellschaft einzugliedern und ihre Würde wiederzuerlangen. Die Zahl der blinden Schüler sowie der Lehrer und Betreuer wuchs stetig an. Im Jahr 1928 gab es 41 blinde Schüler. Im Schuljahr 1938/39 gab es 230 blinde Kinder, Jugendliche und Erwachsene in den Internaten von Laski und 437 in den offenen Zentren der Gesellschaft in Warschau, Laski, Posen, Krakau, Vilnius und Chorzów.
Einige Monate vor September 1939 erörterten die Warschauer Behörden mit der Gesellschaft für Blindenfürsorge einen Plan, zwei der größten Laski-Internate im Kriegsfall in Krankenhäuser umzuwandeln. Der Krieg stellt ein eigenes Kapitel in der Geschichte von Czackas Arbeit dar. Die blinden Schüler und das Personal wurden evakuiert, einige wurden mobilisiert, während andere nach Hause geschickt wurden. Czacka kehrte zusammen mit einigen Schwestern nach Warschau zurück, in das Gebäude der Gesellschaft in der Wolność-Straße. In Laski ließ Czacka einige Schwestern unter der Leitung von Schwester Katarzyna Steinberg, die Deutsch sprach, zurück, um die Schulen zu überwachen und die Verwundeten im Krankenhaus zu versorgen. Während der Belagerung Warschaus fiel eine Bombe auf das Gebäude, in dem sich Czacka aufhielt, und sie war unter den Verwundeten. Im Oktober begannen das Laien- und Ordenspersonal sowie die blinden Schüler nach Laski zurückzukehren. Ungefähr 75 % der Gebäude wurden zerstört. Das Krankenhaus in Laski blieb bis Mitte Oktober 1940 eine Außenstelle des Ujazdowski-Krankenhauses.
Im Schuljahr 1940/1941 wurden der Kindergarten, die Grundschule und die Berufsschule für Blinde in Laski reaktiviert. Auf Ersuchen des Warschauer Komitees für soziale Selbsthilfe wurden auch über 30 sehende Kriegswaisen in das Laski-Zentrum aufgenommen. Die Polnische Heimatarmee (Armia Krajowa) war in diesem Gebiet aktiv. Viele Menschen, deren Warschauer Häuser oder Wohnungen zerstört worden waren, fanden in Laski ebenfalls Unterkunft oder sogar Arbeit. Im September 1942 kam auf Einladung von Czacka und Pater Korniłowicz der junge Priester Stefan Wyszyński, der spätere Primas von Polen, nach Laski. Zu dieser Zeit war er Mitglied der Heimatarmee und deren Armeekaplan im Bezirk Żoliborz-Kampinos. In Laski übte Pater Wyszyński seinen seelsorgerischen Dienst aus, unterrichtete die Kinder im Katechismus und hielt Vorträge über die katholische Soziallehre vor den leitenden Angestellten und Lehrern.
Czacka kümmerte sich intensiv um die Unterbringung von verfolgten Juden und erblindeten Soldaten. Die Buchhandlung in der Moniuszko-Straße blieb auch während der Besatzung aktiv und diente als Anlaufstelle für den Widerstand im Untergrund. 1944 unterstützten die Mitarbeiter und blinden Jugendlichen von Laski den Warschauer Aufstand und halfen den Aufständischen und Flüchtlingen aus der Hauptstadt. Im Krankenhaus von Laski wurden die Verwundeten behandelt, das Personal sorgte für die Versorgung mit Verbandsmaterial und Mahlzeiten.
Nach Kriegsende machte sich Czacka gemeinsam mit ihren Mitarbeitern daran, die Schulen und Ausbildungsstätten in Laski sowie die Ordenshäuser der Gemeinschaft in Warschau und Żułów zu reorganisieren. Trotz der schwierigen politischen und wirtschaftlichen Bedingungen wurden die ideologischen, organisatorischen und pädagogischen Ziele von Czackas ursprünglichem Projekt während der gesamten Zeit der so genannten Volksrepublik Polen umgesetzt. 1946 erhielt die Gesellschaft für Blindenfürsorge die staatliche Genehmigung für die Verwaltung und Nutzung eines 70 Hektar großen landwirtschaftlichen Anwesens in Sobieszewo. Auf dem Hof richtete der Verein eine Sommererholungsstätte für blinde Kinder und Erwachsene ein. 1956 überließ Kardinal Stefan Wyszyński, mittlerweile Erzbischof von Warschau und Gnesen, den Franziskanerinnen vom Kreuz die Martinskirche samt Klosterräumen in der Warschauer Altstadt. Ebenfalls in den 1950er Jahren vermachte Zofia Kossak-Szczucka dem Projekt von Czacka das Gebäude des Pädagogischen Lyzeums in Rabka. Viele Priester waren mit Czacka und ihrem Werk verbunden und unterstützten sie. Auch bedeutende Wissenschaftler, Pädagogen und Pioniere der polnischen Sonderpädagogik, darunter Maria Grzegorzewska und Wanda Szuman, halfen ihr.
Krankheitsbedingt zog sich Róża Czacka 1950 aus der aktiven Arbeit zurück und trat als Generaloberin zurück. Die folgende Ordensleitung führte die Tätigkeiten der Gemeinschaft im Sinne der Gründerin fort.
Elżbieta (Róża) Czacka verstarb am 15. Mai 1961 in Laski.

## Seligsprechung
Der Seligsprechungsprozess wurde von Kardinal Józef Glemp eingeleitet. Der diözesane Prozess begann am 22. Dezember 1987, bevor die Kongregation für die Selig- und Heiligsprechungsprozesse am 8. Februar 1988 das offizielle „nihil obstat“ aussprach. Im September 1995 wurde der diözesane Prozess abgeschlossen.
2011 wurde die Positio eingereicht, in der ihr Leben und die Gründe für ihre Heiligsprechung dokumentiert wurden. Papst Franziskus bestätigte ihre heroische Tugend und ernannte sie am 9. Oktober 2017 per Dekret zur Ehrwürdigen Dienerin Gottes.
Das Verfahren zur Untersuchung einer Wunderheilung aus dem Jahr 2010 wurde am 5. Juni 2018 in Warschau abgeschlossen, bevor es zur weiteren Beurteilung nach Rom weitergeleitet wurde. Papst Franziskus bestätigte dieses Wunder am 27. Oktober 2020, was die Seligsprechung Czackas ermöglichte.
Die Seligsprechung fand am 12. September 2021 in Warschau statt. Gemeinsam mit ihr wurde auch Kardinal Stefan Wyszyński seliggesprochen.
Der Postulator ist Monsignore Sławomir Oder.

## Gedenktag
Ihr Gedenktag in der Liturgie der Kirche ist der 19. Mai.